# اونیک گاسپاریان
اونیک ویکتوری گاسپاریان (ارمنی: Օնիկ Վիկտորի Գասպարյան؛ زادهٔ ۶ ژانویهٔ ۱۹۷۰) نظامی اهل ارمنستان با درجه سپهبدی است که از تاریخ ۸ ژوئن ۲۰۲۰ تا ۱۰ مارس ۲۰۲۱ به عنوان هشتمین رئیس ستاد مشترک نیروهای مسلح ارمنستان خدمت می‌نمود.

## زندگی‌نامه
وی ۶ ژانویهٔ ۱۹۷۰ در ایجوان به دنیا آمد . وی همچنین برندهٔ جوایزی همچون مدال گارگین نژده، مدال مارشال باقرامیان، مدال دراستامات کانایان، مدال وازگن سارگسیان و مدال یادبود نخست‌وزیر ارمنستان شده‌است.